# حماية مهبطية

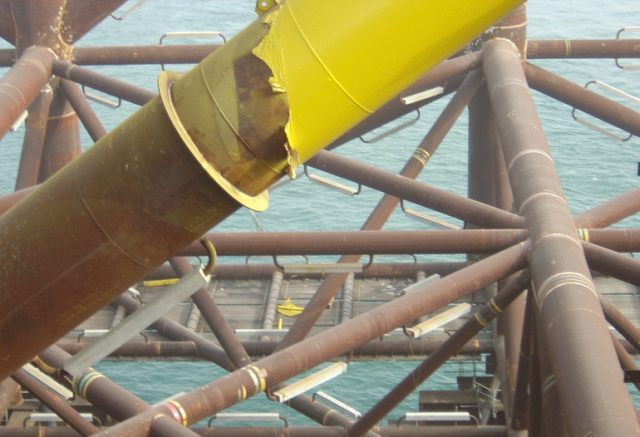

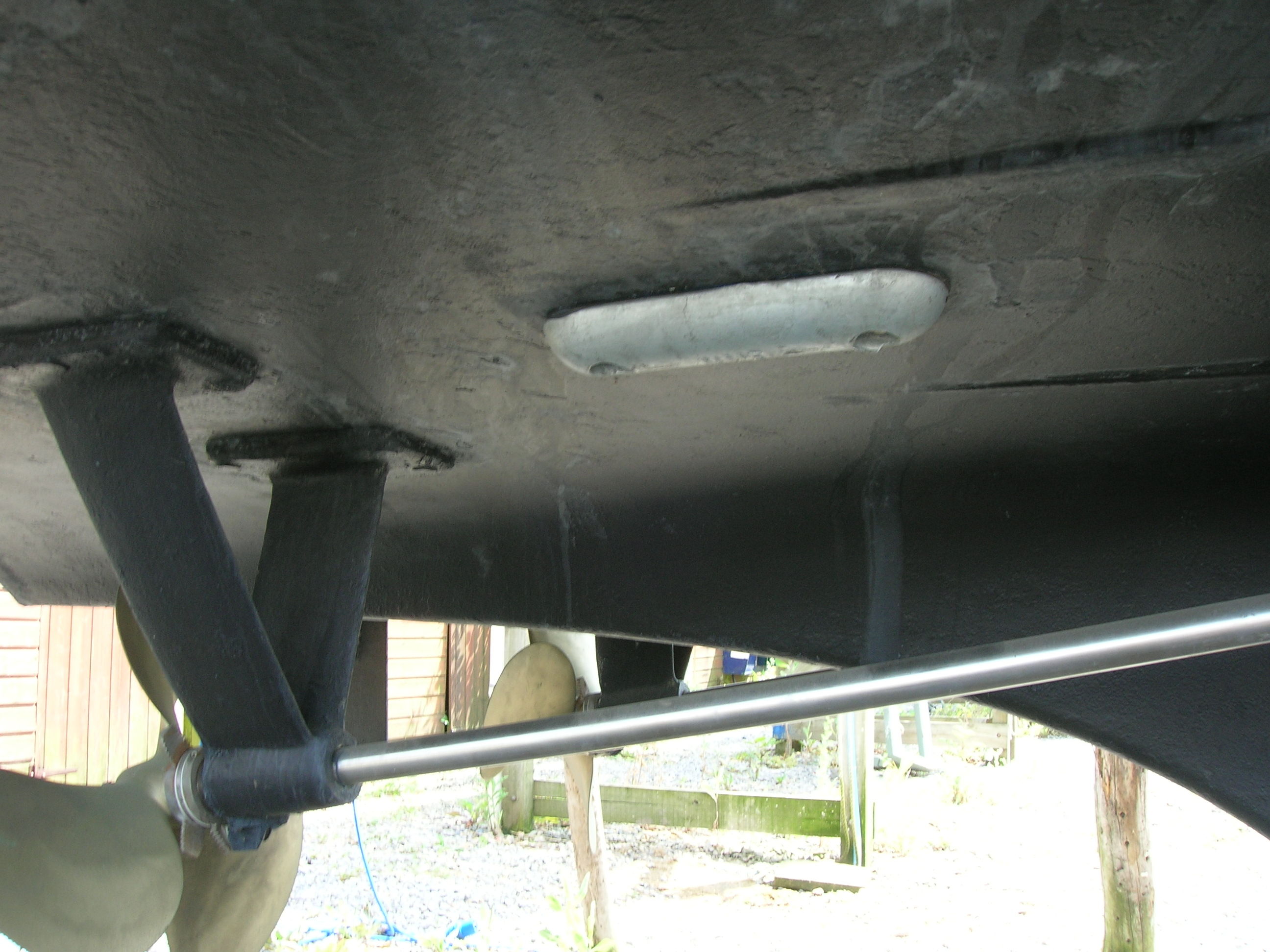
Zinc sacrificial anode (rounded object) screwed to the underside of the hull of a small boat.

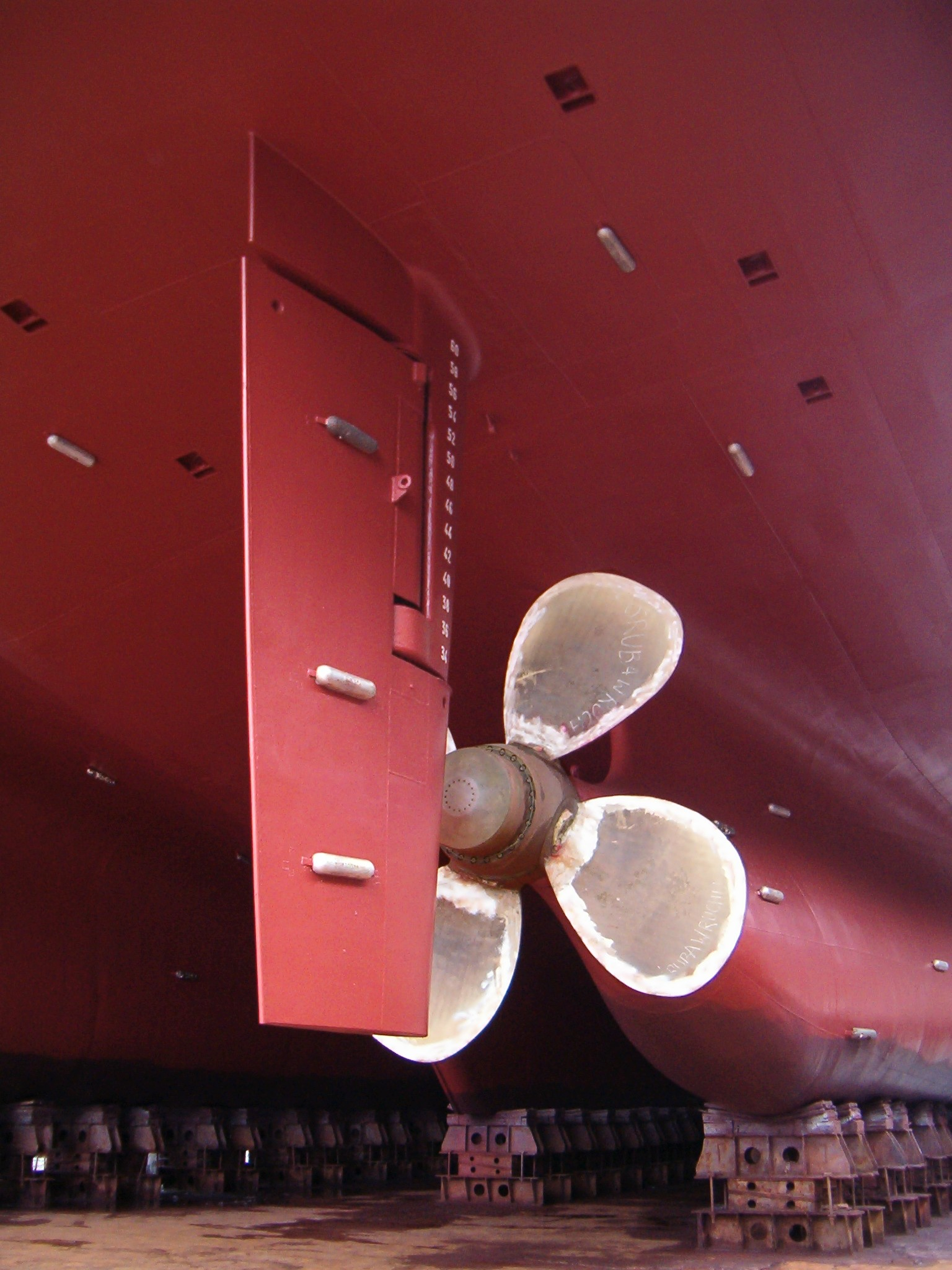
Anodes sacrificielles sur la coque et le safran d'un navire

الحماية المهبطية أو الكاثودية هي طريقة لحماية الهياكل المعدنية الحديدية والأنابيب من التآكل جراء تعرض سطوحها إلى تماس مع التربة أو مع الماء.
تتآكل السطوح الحديدية للهياكل المعدنية والأنابيب والمعدات الحديدية عموما عند تمس سطوحها التربة أو الماء نتيجة لحدوث تفاعلات كيمياوية مصحوبة بسريان الالكترونات (أي سريان للتيار الكهربائي). لذا يمكن القول بأن عملية التآكل هي عملية كهروكيمياوية تؤدي بالنتيجة إلى فقدان أجزاء من معدن الحديد وبالتالي تآكل السطح المعرض للتربة أو الماء أو حتى المعرض للجو الرطب حيث تتكون خلية كلفانية كهربائية.

## الخلية الجلفانية
لو قمنا بغمس قطبين من معدنين مختلفين مثل الزنك والنحاس مثلا في محلول موصل للكهرباء وربطنا بينهما بسلك فأنه يتولد عن ذلك تيار كهربائي يسري من الزنك إلى النحاس داخل المحلول ويكمل دورته خلال السلك الواصل بينهما.
تعرف هذه الخلية الكهربائية باسم خلية كلفاني نسبة إلى مكتشفها العالم الإيطالي كلفاني.
يسمى القطب الذي يخرج منه التيار إلى المحلول «أنود»، ويسمى القطب الذي يستقبل التيار «كاثود»، ويترتب على سريان التيار في الخلية حدوث تأكل على الأنود بينما يبقى الكاثود سليما ويترسب على سطحه طبقة خفيفة من الهيدروجين لو بقيت على سطحه لأحدثت استقطابا في الخلية تتلاشى معه شدة التيار في الخلية ومن ثم تتوقف عملية التآكل ولكن تحدث عند الكاثود تفاعلات كيمياوية تمنع مثل هذا الاستقطاب فيستمر سريان التيار في الخلية وتستمر عملية التآكل.
تتوقف عملية التآكل على الأنود على ثلاثة عوامل:
- نوع مادة الأنود.
- شدة التيار.
- المدة التي يستمر فيها سريان التيار.

مثلا – يتآكل الحديد بمعدل (9) كيلو غرام إذا سرى منه أمبير واحد لمدة عام.

## كيفية حدوث التآكل
المسبب الأساسي للتآكل هو تكون خلايا تآكل Corrosion Cells تنتج عن وجود فرق جهد كهربائي بين معادن مختلفة للسطح المعدني.
ويمكن ان ينشأ هذا الفرق في الجهد لعدة أسباب منها:
- اختلاف المعادن المكونة للأداة،
_ أختلاف خواص المعدن (سبائك) في مناطق مختلفة من الهيكل المعدني أو خطوط الانابيب مثلا.
- أختلاف خواص وتجانس التربة التي هي في تماس مع الهيكل المعدني وهذا يظهر بوضوح في حالة خطوط الانابيب ذات المسارات الطويلة.
- أختلاف نسبة وجود الأكسجين في أماكن مختلفة من التربة، وهذا يظهر في معابر الطرق والشوارع لخطوط الانابيب مقارنة بمسار الانبوب خارجها.
وصف عملية التآكل
- يكون سريان الالكترونات من المنطقة الانودية (المصعدية) إلى المنطقة الكاثودية (المهبطية) خلال التربة أو الماء المحيط بالهيكل المعدني. أي يكون اتجاه التيار الكهربائي من المنطقة الكاثودية إلى المنطقة الانودية خلال التربة أو المحيط المائي (المحلول).
- تفقد ذرات الحديد بعض الإلكترونات وتتحول إلى أيونات الحديد موجبة الشحنة.
- تتحد ايونات الحديد مع ايونات OH الموجودة في الرطوبة أو الوسط المائي لينتج Ferric Hydroxide Fe(OH)3 وهو الصدأ الاعتيادي Rust.
- الالكترونات الواصلة عبر المعدن إلى الكاثود تتحد مع آيونات الهيدروجين الذي يتحرر عند الكاثود.

يلاحظ ان الحديد يتم فقدانه من سطح الأنود حيث يتحول باستمرار إلى صدأ بينما ولايحدث ذلك على سطح الكاثود.
كيف يمنع التآكل
يمكن منع حدوث التآكل عندما نجعل سطح المعدن بكامله كاثودآ بالنسبة لمحيطه، ومن هنا جاءت تسمية «الحماية الكاثودية».
طرق مكافحة التآكل
كل طرق مكافحة التآكل ترتكز على منع تسرب التيار الكهربائي من المنشآت إلى ما يحيط بها من تربة أو ماء، وفيما يلي الأساليب المتبعة لتحقيق ذلك:
- استخدام التغليف الجيد وتشمل الصبغ وهو عبارة عن عازل كهربائي يفصل بين المعدن والبيئة من حوله، من الخصائص الأساسية التي يجب أن تتوفر في التغليف الجيد هو أن يكون متواصلا وذو مقاومية عالية وجيد الالتصاق بالمعدن ولا يتأثر بالحرارة وأن تبلغ نفاذيته إلى الدرجة التي لا تسمح بعبور الرطوبة من خلاله. وقد يكون على شكل أشرطة لاصقة أو بي في سي(P.V.C) ملبس في المصنع وتتميز بفاعلية عالية.
- استخدام مانع للتآكل وهي مادة كيمياوية تضاف إلى السوائل فتمنع التآكل على جدار الوعاء الذي يحتويها لأنها تحول دون حدوث التفاعلات الكيمياوية عند الأنود أو الكاثود أو كليهما وتوقف بالتالي مفعول خلايا التآكل كما أنها تترك طبقة خفيفة عازلة على جدار الوعاء. يضاف مانع التفاعل الكيمياوي إلى السوائل بتركيز معين دوريا ويمكن استعمال هذا الأسلوب في آبار الحفر والمراجل ومنظومات المياه.
- استخدام مواد مقاومة للتآكل يعني ذلك اختيار المادة التي تقاوم التآكل في بيئة معينة على أن تكون ملائمة للظروف التشغيلية ومن المواد التي تستعمل لهذا الغرض هي الكروم والنيكل والرصاص والقصدير والبلاستيك والمطاط والسيراميك والخرسانة الاسمنتية والألياف الزجاجية.
- معالجة البيئة المحيطة يقصد بهذا إحداث تغيرات في تركيب المحيط الملاصق للمعادن تمنع أو تقلل من التآكل عليها. أن التميز بين مانع التفاعل ومعالجة المحيط غير واضح فوجود بيكاربونات الكالسيوم في الماء يرسب على جدار الوعاء الذي يحتويه طبقة من كربونات الكالسيوم تفصل بين الوعاء والماء فتحميه من التآكل ولكن بيكاربونات الكالسيوم لا تصنف في عداد مانعات التآكل. من الوسائل التي تستخدم في معالجة المحيط هو التخلص من الأوكسجين والرطوبة والأملاح المذابة والتحكم في درجة تركيز أيونات الهيدروجين.
- اعتماد التصميم الجيد وهو ما يتحاشى أو يقلل من احتمال حدوث خلايا تآكل ويسهل تطبيق وسائل مكافحة التآكل على المنشئات أو الكشف عليها. من الأمور التي يجب الحرص عليها تجنب الاتصال المباشر بين معدنين مختلفين وعدم وجود مصائد لتجمع الماء أو الغازات أو الهواء والتقليل ما أمكن من وجود الأجزاء المضغوطة.
- استخدام الحماية الكاثودية حيث أن التآكل في المعادن يقع في المنطقة الأنودية نتيجة تفريغ التيار الكهربائي منها إلى البيئة من حولها مع بقاء المنطقة الكاثودية سليمة وخالية من التآكل. من الواضح أذن أن عملية التآكل تتوقف إذا أصبحت جميع أجزاء المعدن كاثودية ويمكن تحقيق ذلك باستخدام تيار كهربائي من مصدر خارجي يسري باتجاه مضاد لتيار خلايا التآكل وبكثافة كافية لتجعل من سطح المعدن بأكمله كاثودآ يستقيل التيار الكهربائي من البيئة التي حوله بدل أن يفرغه إليها ومن هنا جاء اصطلاح الحماية الكاثودية.

منظومات الحماية الكاثودية
يمكن تصنيف منظومات الحماية الكاثودية من حيث أسلوب عملها إلى نوعين رئيسين:
أ‌-	منظومات الحماية باستخدام أقطاب التضحية Sacrificial Anodes
يعتمد هذا الأسلوب على الفعالية الكلفانية Galvanic Action بين المعدن المراد حمايته وأقطاب التضحية المستخدمة، حيث تستخدم أقطاب تضحية من معادن تأتي في مقدمة السلسلة الكهروكيميائية مقارنة بالمعدن المراد حمايته أي أنها ذات جهد طبيعي أكثر سلبا More Negative مقارنة بجهد المعدن المراد حمايته فعلى سبيل المثال يمكن حماية الحديد باستخدام أي من المغنيسيوم Mg أو الألمنيوم Al أو الزنك Zn.
تجدر الإشارة هنا إلى أن الحديد Fe واستناد إلى نفس المبدأ سوف يتعرض إلى التآكل في حالة ربطه إلى النحاس بدون استخدام منظومة حماية كاثودية كما هو الحال عند استخدام شبكات الاتصال الأرضي من النحاس.
يستخدم هذا النوع من المنظومات في حالة الحاجة لحماية جيدة لأنابيب ذات مساحة سطحية محدودة أو لغرض الحماية من تأثيرات التداخل عند وجود هياكل معدنية قريبة من السطوح المراد حمايتها، أو في حالة توفر مصدر للطاقة الكهربائية، أو في حالة الحماية الوقتية خلال مرحلة التشييد، وكذلك في بعض حالات حماية الأسطح الداخلية للخزانات والأوعية، إلا أن من سلبيات هذا الأسلوب من الحماية هو محدودية عمرها التشغيلي مما يتطلب استبدال الأقطاب في فترات متقاربة أضافه إلى صعوبة السيطرة على مستوى الحماية.
| مادة الأنود     | فرق الجهد القياسي عند درجة 25 ْم |
| --------------- | ------------------------------- |
| المغنيسيوم (Mg) | -2.37                           |
| الألمنيوم (Al)  | -1.66                           |
| الزنك (Zn)      | -0.763                          |
| الحديد (Fe)     | -0.44                           |
| النحاس (Cu)     | +0.34                           |

ب‌-	منظومات الحماية باستخدام التيار القسري Impressed Current
تأتي التسمية من كون تيار الحماية مسلط من مصدر خارجي وتتكون المنظومة عادة من الأجزاء التالية:
-	مصدر تيار مستمر Dc Source
-	أقطاب تضحية (أنودات)
-	كابلات وأسلاك للربط مع ملحقاتها
يستخدم عادة مصدر تيار مستمر من نوع محولة/معدلة Transformer/Rectifier عند توفر مصدر قريب للتغذية بالطاقة الكهربائية وهو المفضل لهذا الأسلوب من الحماية لأسباب تشغيلية واقتصادية، وفي حالة عدم توفر ذلك يمكن استخدام مولدات كهرباء حرارية Thermo generators عند توفر غاز كوقود لتشغيلها أو استخدام منظومات تعمل بالطاقة الشمسية Solar Powered Systems كما يمكن استخدام مولدات تعمل بطاقة الرياح أو استخدام مولدات كهربائية (ديزل).
أما أقطاب التضحية فهي عادة تكون من حديد – سليكون FeSi أو الكرافايت.
يتطلب استخدام الحماية الكاثودية من النوع القسري في حالة الحاجة لحماية خطوط الأنابيب وقواعد الخزانات ذات الأسطح الكبيرة والتي تتطلب تيار حماية عالي ولفترات طويلة تمتد على مدى عمر المنشآت التي تعود إليها (20 سنة فأكثر).
تتوفر في هذه المنظومات إمكانية السيطرة على الحماية ومراقبتها المستمرة.
اعتبارات تصميميه لمنظومة حماية
عند تصميم منظومة حماية كاثودية يتطلب الأخذ بنظر الاعتبار النقاط الرئيسية التالية:
•	نوع المنشأ والمعدن المطلوب حمايته.
•	المساحة السطحية للمنشأ المطلوب حمايته من التآكل.
•	نوع التغليف المستخدم في تغطية السطح المطلوب حمايته.
•	المقاومة النوعية للتربة أو المحيط الذي يشكل وسط التآكل.
العوامل أعلاه مجتمعة سوف تؤدي للتوصل إلى نتائج أولية لتقديرات كثافة تيار الحماية المطلوب (أمبير/ متر2) وبالتالي إلى تقديرات التيار الكلية.
الحوض الأرضي لمنظومة الحماية من نوع ذات التيار القسري
تحوي الأحواض الأرضية على الانودات ومن الانودات الشائعة الاستخدام هي انودات حديد/سليكون FeSi والذي يبلغ معدل استهلاكه من 0.1 لغاية 0.5 كغم/أمبير/سنة وهناك كذلك انودات من نوع الجرافيت والتي يبلغ استهلاكها من 0.1 لغاية 2 كغم/أمبير/سنة.
بعد تحديد كثافة التيار المطلوب لتوفير الحماية وبمعرفة المساحة السطحية للمعدن المراد حمايته وعمر المنظومة المفترض بالسنوات يمكن حساب الوزن الكلي للانودات التي يتطلب استخدامها وبالتالي احتساب أعدادها حسب وزن الأنود الواحد.
تدفن الانودات عادة في مسحوق من الفحم الحجري لتقليل مقاومة التماس بين الانودات والتربة وبالتالي تقليل جهد الدائرة الكهربائية لدفع تيار الحماية وتقليل استهلاك الانودات.
طريقة دفن الانودات تعتمد على طبيعة المنطقة والمقاومة النوعية للتربة، فأن كانت المقاومة النوعية واطئة ومستوى المياه عالي يمكن استخدام أحواض أرضية سطحية Shallow Ground Beds وتدفن الانودات أفقيا على أعماق قليلة 2-3 متر بينما يتطلب دفن الانودات عموديا على أعماق أكبر Vertical Ground Beds بهدف الوصول إلى طبقات التربة واطئة المقاومة. أما في المناطق ذات المقاومة النوعية المرتفعة جدا والتي تكون أكثر من 50 اوم.متر ولغرض الوصول إلى الطبقات السفلى ذات المقاومة النوعية الواطئة يتطلب الامر حفر أحواض أرضية عميقة Deep Wells حيث يمكن أن يكون العمق 30 متر فاكثر.
توصل الانودات بسلك كهربائي إلي مصدر الطاقة الكهربائية (مصدر التيار)، بينما توصل كافة الانودات فيما بينها على التوازي.

## التآكلمسبباته وأضراره
التآكل CORROSION
يعرف التأكل بعدة أشكال: انحلال المعدن بسبب تفاعله مع الوسط الذي يتعرض له أو فشل المعدن بأي سبب غير السبب الميكانيكي البحت، أو يعرف أحياناً بأنه العملية العكسية لاستخلاص المعدن من خاماته. والتأكل فشل يصيب سطح المعدن ينتج بسبب عوامل كيميائية أو بسبب عوامل كيميائية تساعدها عوامل ميكانيكية متوفرة في الوسط المحيط.
وهناك نوع آخر في الفشل السطحي سببه ميكانيكي بحث يدعى البلى Wear والذي ينتج بسبب الاحتكاك بين سطح المعدن وتحت تأثير الجهود الخارجية.
والأمثلة عديدة على التآكل منها صدأ هيكل السيارة وعلب المواد الغذائية والصفائح والمقاطع الفولاذية وتآكل الأنابيب المدفونة في التربة، وهناك أمثلة أخرى على تآكل أجزاء معدنية عديدة تتعرض إلى أوساط صناعية مثل الأحماض والقواعد والمياه المالحة وما إلى ذلك.
أضرار التآكل:
إن الأضرار التي يسببها الفشل السطحي بسبب التأكل عديدة وجميعها ذات مردود اقتصادي سيئ، ومن هذه الاضرار:
1. تغير الابعاد وفقدان الخواص الميكانيكية : يؤدي التأكل إلى فقدان الوزن بسبب انحلال المعدن وبالتالي إلى تغير أبعاده، لذلك تعطى في التصاميم بعض السماحات للتأكل (Corrosion Allowance) عند وجوده بزيادة سُمك المعدن بحيث تكون هذه السماحات أكثر سمكاً في الأوساط ذات معدلات التآكل العالية.ولتغير أبعاد القطعة المعدنية بسبب التآكل تأثيرات سلبية في الخواص الميكانيكية، حيث تقل قابليتها لتحمل الأحمال الخارجية، أي تزداد قابليتها للتشويه اللدن (Plastic Deformation) والتشويه المرن Elastic Deformation وانخفاض مقاومة المعدن للكلال (Fatigue Strength) ونشوء التشققات (Cracks) مما يؤدي إلى حصول الكسر السريع (الهش) (Fast Fracture).
2. المظهر : يتأثر مظهر المعدن بدرجة كبيرة عند إصابته بالتآكل حيث يظهر المعدن دائماً بمظهر سيئ. لذا يجب استخدام معادن مقاومة للتآكل الجوي عند الحاجة إلى الحفاض على المظهر الحسن مثل الألمنيوم أو الفولاذ المقاوم للصدأ بلاً من الفولاذ الكربوني، يشمل ذلك مواد البناء الظاهرية مثل مقاطع الشبابيك وواجهات الأبنية الخارجية. أما المعادن ذات المقاومة الضعيفة للتآكل فإنها تطلى بأنواع مختلفة لتحسين مظهرها والحد من تآكلها.
3. الأضرار الاقتصادية بسبب الإجراءات الوقائية : إن الأضرار الاقتصادية الناتجة عن التأكل عديدة ومهمة، حيث يسبب هذا الفشل في كثير من الأحيان توقف المصانع عن العمل توقف غير مبرمج، وما يوافق ذلك من كلف اقتصادية إضافية غير متوقعة. كذلك فإن محاربة التآكلتيؤدي إلى ارتفاع كلف الصيانة الدورية حيث يتطلب في كثير من الحالات تبديل الجزء المعدني التالف بجزء جديد آخر. وبهذا الخصوص يكون بالإمكان أحياناً توفير بعض المبالغ عند اختيار مادة معدنية ذات مقاومة تآكل أعلى لتصنيع هذا الجزء التالف. وتتوفر العديد من الأمثلة التي تشير إلى أن اختيار مادة عالية التكاليف نسبياً، ولكنها ذات مقاومة جيدة للتأكل من الناحية الاقتصادية أفضل من استخدام مادة معينة أرخص ثمناً ولنها تتعرض للتلف السريع بسبب التأكل، مما يتطلب عندئذ تغييره بصورة دورية وفي كلتا الحالتين يلاحظ بأن التآكل يسبب أضراراً اقتصادية بسبب زيادة التكاليف. كما أن الإجراءات الوقائية للحد من التآكل تدخل ضمن كلف التشغيل والصيانة.
إن التآكل يؤدي أحياناً إلى حدوث فشل غير متوقع في الأجزاء المعدنية في المصنع وهنا تكمن أساساً خطورة مشكلة التآكل، حيث أن حودث الفشل بصورة مفاجئة قد يؤدي إلى حصول أضرار كبيرة أكبر من تلك التي يسببها التآكل المتوقع حصوله. وفي هذا المضمار يجب الوقوف بدقة على معدلات التآكل في الأجزاء المعدنية أثناء سير عملية التصنيع وذلك عن طريق القياسات المستمرة والدورية لمعدلات التآكل والفحص المستمر للقطع المعدنية لإتخاذ الإجراءات الوقائية قبل وصول درجة التآكل إلى الحد الذي يسبب توقف المصنع عن العمل أو التأثير في سير العملية التصنيعية.
4. تلوث المنتجات : إن نواتج التأكل تؤدي إلى تغيير الطبيعة الكيميائية للوسط، أي تلوثه وفي الغالب يكون ذلك غير مرغوب فيه حيث أن المتطلبات التجارية هي الحصول على منتج نقي ذي مواصفات محددة وخالي من التلوث.والأمثلة على ذلك عديدة منها تلوث المنتجات الغذائية المعلبة بسبب حصول درجة بسيطة في التآكل في العلبة التي تحفظ فيها تلك المادة الغذائية. وعلى ضوء ذلك فإن عمر القطعة المعدنية أو الجهاز ليس هو العامل الأساسي في تحديد فترة الفشل، فمثلا من الممكن في بعض الأحوال أن نستخدم لغرض ما الفولاذ الاعتيادي ولفترة زمنية طويلة بدون وصول التأكل إلى درجة كبيرة ومع نجد أن استخدام مواد أعلى كلفة مثل الفولاذ المقاوم للصدأهو الأكثر شيوعاً، ذلك لأن الفولاذ الاعتيادي يلوث المنتوج بعداستخدامه لفترة وجيزة نسبياً بسبب تآكله خلال هذ الفترة حتى ولو بدرجة بسيطة وعندئذ لا يكون صالحاً للاستعمال.
5. فقدان السلامة : يؤدي التآكل أحياناً أو في كثير من الأحيان إلى حصول كوارث إذا لم تتخذ الإجراءات الواقائية الكفيلة بإيقافه أو الحد منه فمثلاً التعامل مع المواد الخطرة مثل الغازات السامة وحامض الهيدروفلوريك والأحماض المركزة مثل حامض الكبريتيك والنيتريك والمواد القابلة اللاشتعال والمواد المشعة والمواد الكيميائية في درجات حرارة عالية وعند ضغط عالي يتطلب استعمال مواد معدنية معينة لا تتأكل بدرجة كبيرة في مثل هذه الظروف. فمثلاً قد يؤدي حصول تأكل إجهادي (Stress Corrosion) في الجدار المعدني الذي يفصل الوقود عن المؤكسدات في الصاروخ إلى الخلط المبكر بين هذين الوسطين وبالتالي إلى خسارة اقتصادية وبشرية، وفي كثير من الأحيان يؤدي حصول تآكل في جزء معدني صغير إلى انهيار أوسقوط منشأ كامل، وقد تسبب نواتج التآكل أحياناً إلى تحول مواد غير مضرة إلى مواد متفجرة.
وفي هذا المجال هناك العديد من اعتبارات السلامة الصحية مثل تلوث ماء الشرب بسبب تآكل الأنابيب أو خزانات المياه. وكذلك يلعب التآكل دوراً مهماً ورئيسياً في اختيار نوع المواد المعدنية التي تصنع منها الأجزاء الصناعية التي تستخدم في جسم الإنسان مثل مفاصل الورك (Hip Joints) والصفائح الطبية وصمامات القلب وغير ذلك.